# Trifon Korobejnikow
Trifon Korobejnikow (russisch Трифон Коробейников; * 16. Jahrhundert; † 17. Jahrhundert) war ein russischer Kaufmann aus Moskau und wurde später Schreiber und Diakon. 
Korobejnikow lebte im Übergang vom 16. zum 17. Jahrhundert. 1582 unternahm er eine Pilgerreise zu einem Kloster auf Athos, um für das Seelenheil des von seinem Vater Iwan dem Schrecklichen ermordeten Zarewitsch Iwan Iwanowitsch (1554–1581) zu beten. Er beschrieb 1593 das hölzerne Minsker Schloss an der Swislatsch. Im selben Jahr begab er sich nach Palästina. Er kehrte mit einer Nachbildung des Heiligen Grabes nach Moskau zurück. Seine Reise beschrieb er 1594 in dem Buch Описание пути от Москвы до Царьграда (Von Moskau nach Konstantinopel). 1594 war er auch Verfasser einer Denkschrift für den Moskauer Rat in seiner zweiten Sitzungsperiode zusammen mit dem Diakon Ogarkow zu Finanzangelegenheiten betreffend Zar Fjodor I. (Отчет московскому правительству (1594) в розданных деньгах во время второго посольства вместе с дьяком Огарковым, по поручению царя Федора).